# Grumman JF Duck
Grumman JF Duck byl americký jednomotorový obojživelný dvouplošník vyráběný v 30. letech 20. století společností Grumman pro Námořnictvo Spojených států amerických. Jeho dalším vývojem vznikl typ J2F Duck, který se odlišoval zejména větší délkou plováku.:s.49

## Vznik a vývoj
Grumman JF Duck byl vyráběn od roku 1934 do roku 1936, poté výroba přešla na typ J2F Duck a jeho pozdější varianty. Nejviditelnější změnou vzhledu, podle které lze odlišit typ JF od raných variant J2F je absence vzpěry mezi křidélky u typu J2F, další, pravděpodobně méně postřehnutelnou, je u J2F poněkud delší hlavní plovák i ploška pod ocasními plochami, spojující plovák s trupem.
Hlavní plovák typu Duck byl nedílnou součástí trupu, s nímž splýval, čímž se letoun koncepčně poněkud blížil létajícímu člunu, ačkoliv tvarovanému jako konvenční plovákový letoun. Toto uspořádání typ sdílel s dřívějším typem Loening OL.
Plovák byl také zkonstruován firmou Grumman (Grumman model „A“), a obsahoval i zatahovací podvozková kola, což z typu činilo skutečný obojživelník.
Prototyp letounu poprvé vzlétl 24. dubna 1933, pilotován zkušebním pilotem společnosti Grumman Paulem Hovgardem.[zdroj⁠?!]

## Operační historie
Sériové JF-1 byly poháněny motory Pratt & Whitney R-1830-62, a Námořnictvo Spojených států amerických objednalo 27 kusů, z nichž první začalo přejímat na Námořní letecké základně Norfolk v květnu 1934. Stroje počáteční výrobní série disponovaly možností instalace pohyblivého kulometu chránícího zadní polosféru a pod spodním křídlem dva závěsník pro pumu nebo hlubinnou nálož o hmotnosti 100 liber (45,4 kg). Typ sloužil převážně v roli užitkového stroje, například jako spojovací na palubách letadlových lodí, fotografický a záchranný, nebo při vlekání cvičných terčů.[zdroj⁠?!]

## Varianty

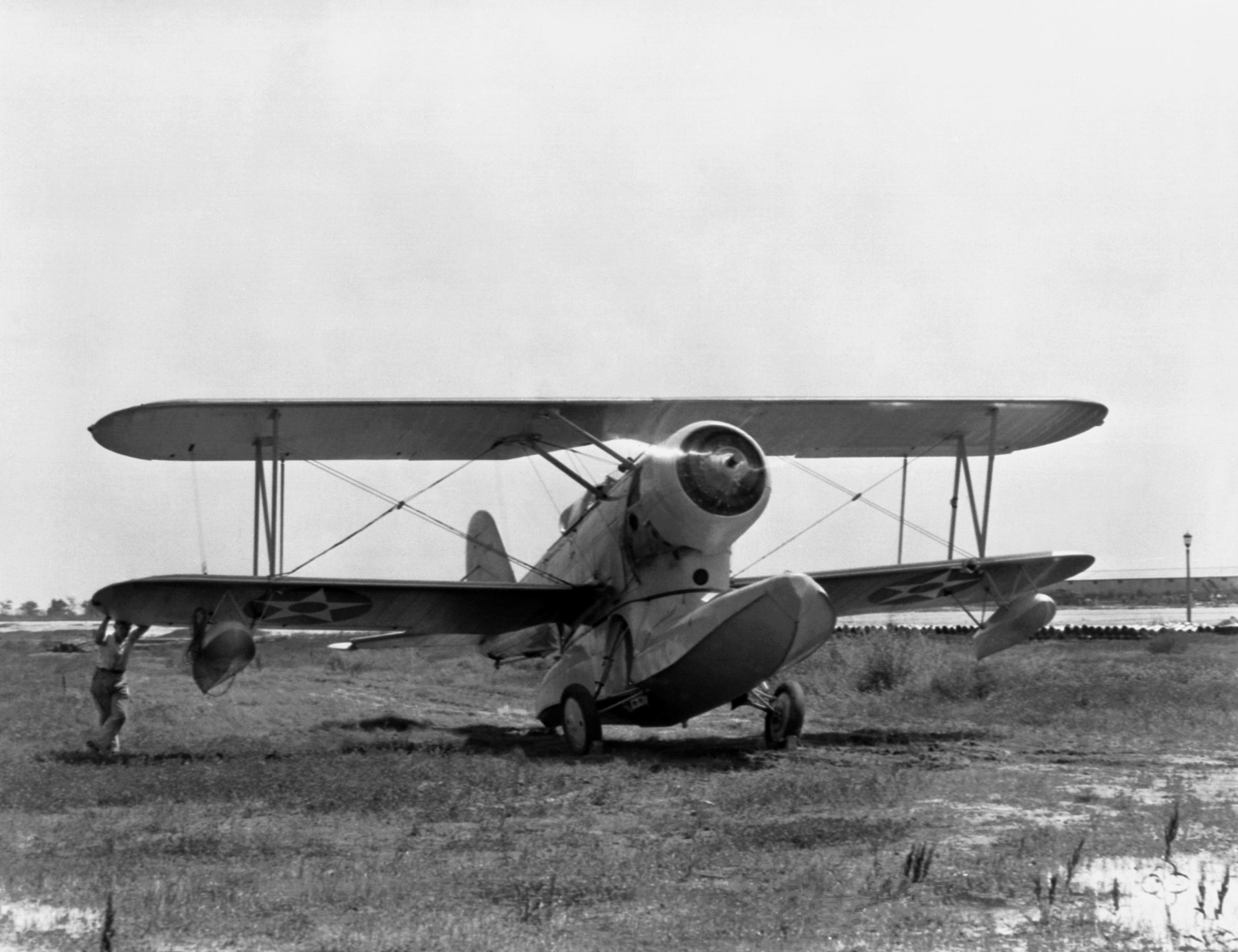
JF-1 Duck během zkoušek na letišti Langley Field, 1934.

XJF-1
Jeden prototyp (sériové číslo BuNo) s motorem Pratt & Whitney R-1535-62 o výkonu 700 hp. Tovární typové označení Grumman G-7.
JF-1
Sériová verze s motorem Pratt & Whitney R-1830-62 Twin Wasp o výkonu 700 hp. Vyrobeno 27 kusů (BuNo 9434-9455, 9523-9527).
JF-2
Verze pro United States Coast Guard poháněná motorem Wright R-1820-102 Cyclone o výkonu 750 hp. Postaveno 15 kusů (BuNo 0266, 00371-00372, 01647, USCG V141-V155), z nichž čtyři posléze převzalo US Navy. Tovární označení G-9.
JF-3
Pět kusů odpovídajících verzi JF-2 objednaných US Navy (BuNo 9835-9839). Tovární označení G-10.
Grumman G-20
Ozbrojená exportní varianta JF-2 pro Argentinské námořnictvo. Vyrobeno 8 kusů.:s.78

## Uživatelé
- Argentina

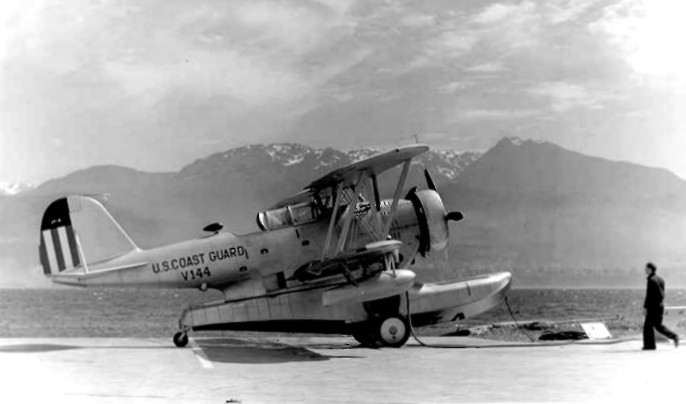
Grumman JF-2 (USCG, V144)

  - Aviación Naval - provozovalo 8 kusů G-20.[2]:s.47–48
- Spojené státy americké
  - United States Coast Guard
  - United States Navy
  - United States Marine Corps Aviation- provozovalo jeden kus JF-2

## Specifikace (JF-2)

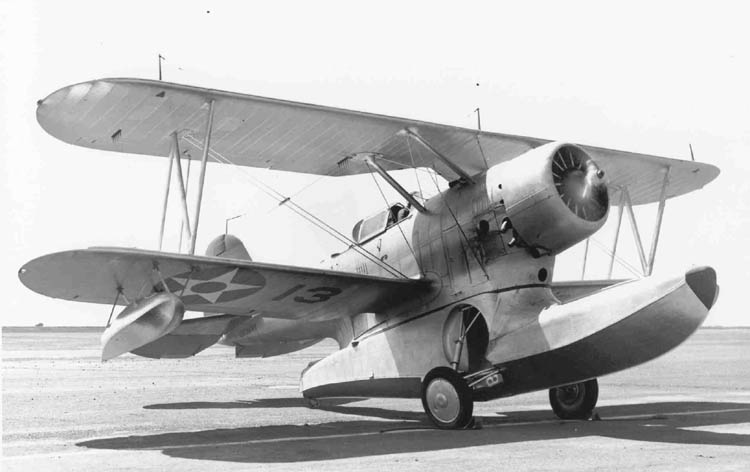
Grumman JF-1

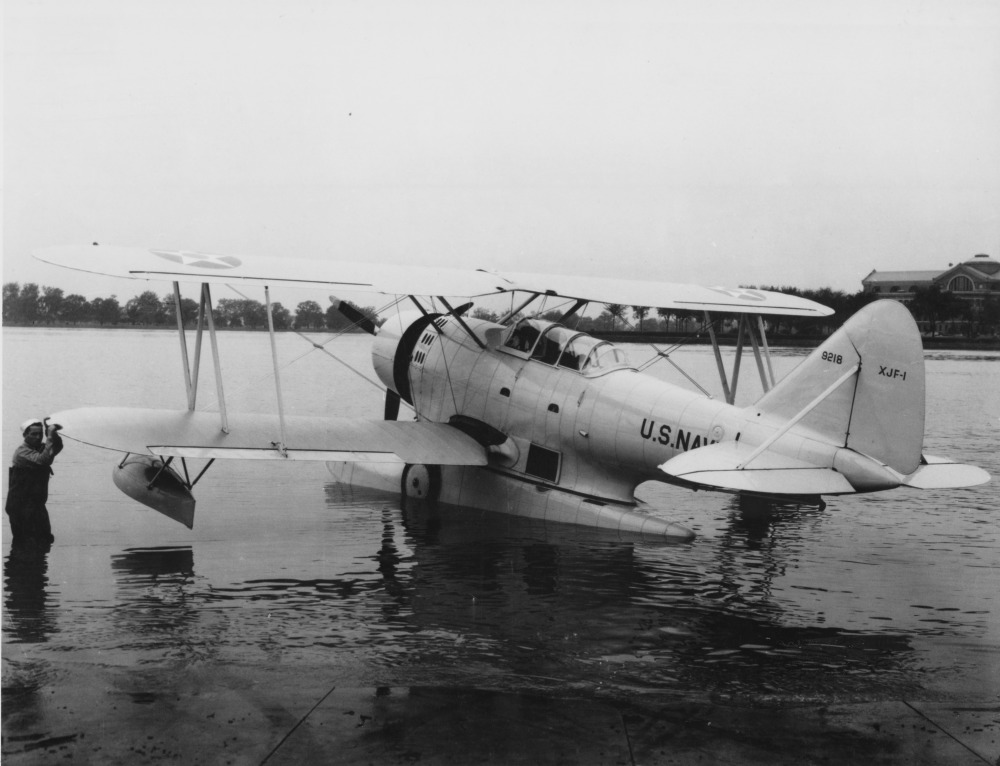
Grumman XJF-1

Data podle

### Technické údaje
- Osádka: 2-4
- Délka: 10,06 m (33 stop)
- Rozpětí křídel: 11,89 m (39 stop)
- Výška: 3,86 m (12 stop a 8 palců)
- Nosná plocha: 38 m² (409 čtverečních stop)
- Hmotnost prázdného stroje: 1 860 kg (4 100 lb)
- Vzletová hmotnost: 2 613 kg (5 760 lb)
- Pohonná jednotka: 1 × vzduchem chlazený devítiválcový hvězdicový motor Wright R-1820-102 Cyclone[1]
- Výkon pohonné jednotky: 750 hp (559,3 kW)

### Výkony
- Maximální rychlost: 298 km/h (161 uzlů, 185 mph) ve výši 2 100 m (7 000 stop)
- Cestovní rychlost: 249 km/h (135 uzlů, 155 mph)
- Pádová rychlost: 101 km/h (55 uzlů, 63 mph)
- Dolet: 998 km (530 námořních mil, 620 mil)
- Praktický dostup: 6 700 m (22 000 stop)
- Stoupavost: 8,1 m/s (1 600 stop za minutu)